# Блум (Winx Club)
Блум — головна героїня анімаційного серіалу «Winx Club».

## Створення
Відомо, що прототипом для феї була дівчина на ім′я Антонелла, яка не знала хто її справжні батьки.
За словами творця серіалу Іджініо Страффі, зовнішній вигляд Блум був частково заснований на образі Брітні Спірс, а її характер - «рішучий і трохи впертий» — списаний з дружини Страффі, Джоани.

## Біографія
Блум народилася на планеті Доміно 28 листопада, її батьки - король Орітель і королева Меріон. Незабаром після її народження на її планету напали три Стародавні Відьми, які хотіли забрати силу Вогню Дракона з Доміно. Під час бою королівство разом з його населенням було знищено. У трагічному фіналі битви Дафні, старша сестра Блум, зуміла зробити так, щоб Вогонь Дракона не потрапив в руки злих відьм. Зібравши залишок сил, вона відправила Блум через портал на Землю.
На Землі, в Північній Америці, в місті Гардинія, в палаючому будинку, дівчинку знайшов пожежний Майк, котрий врятував її з вогню, який не заподіяв малятку шкоди. Батьків дівчинки не знайшлося, і Майк зі своєю дружиною Ванессою, удочерили Блум і ростили, як рідну доньку. За ці роки вони сильно до неї прив'язалися і полюбили. Найкращий подарунок, який вони їй коли або зробили - це маленький кролик з великими вухами, якого Блум назвала Кіко. Блум жила, не знаючи про свій дар, тому не розвивала його зовсім, хоча все одно таємно мріяла про магію. Її улюбленою книжкою завжди була книга казок про фей .
Під час земного життя вічної суперницею Блум була зарозуміла Мітсі, яка не пропускала випадку нашкодити їй. 
При першій появі в серіалі Блум було 16 років. Як правило, Блум носить одяг переважно блакитного забарвлення. На офіційному сайті Winx Club сказано, що її улюблений колір червоний, але в одному моменті серіалу вона говорить професору Авалону, що її улюблений колір фіолетовий. Вона любить читати книги про чарівність і грати зі своїм кроликом Кіко . Її улюблений предмет - Зіллєваріння, а улюблене заклинання - Вогонь Дракона.

## Члени Клубу Вінкс
- Стелла - Стелла була першою з фей, з ким познайомилась Блум. З тих пір як Блум врятувала Стеллу, вони стали найкращими подругами.
- Флора - Друга подруга Блум - Флора.
- Лейла - Лейла стала членом клуба пізніше інших,  у 2 сезоні. Стелла спочатку не полюбляла дівчину, тому Муза її захищала.
- Техна - Блум відноситься  з  повагою до Техни, тому що у неї є  гарний  інтелект і благородність одночасно.
- Муза - фея музики.

## Додаткова інформація
День Народження: 28 листопада 2000 р.
Знак зодіаку: Пегас 
Магічна сила: Сила вогняного дракона 
Зустрічається: Принц Скай
Селка: Серена  
Магічна тварина: Единоріг Елас
Піксі: Локет
Улюблений колір: Блакитний, Рожевий, Фіолетовий, Червоний
Улюблена страва: Піца 
Улюблені квіти: Лілії 
Жанр фільмів: Романтика, Комедія 